# Corylus maxima
Corylus maxima, el avellano de Lambert, es una especie de avellano oriunda del sureste de Europa y suroeste de Asia, desde los Balcanes hasta Ordu en Turquía.

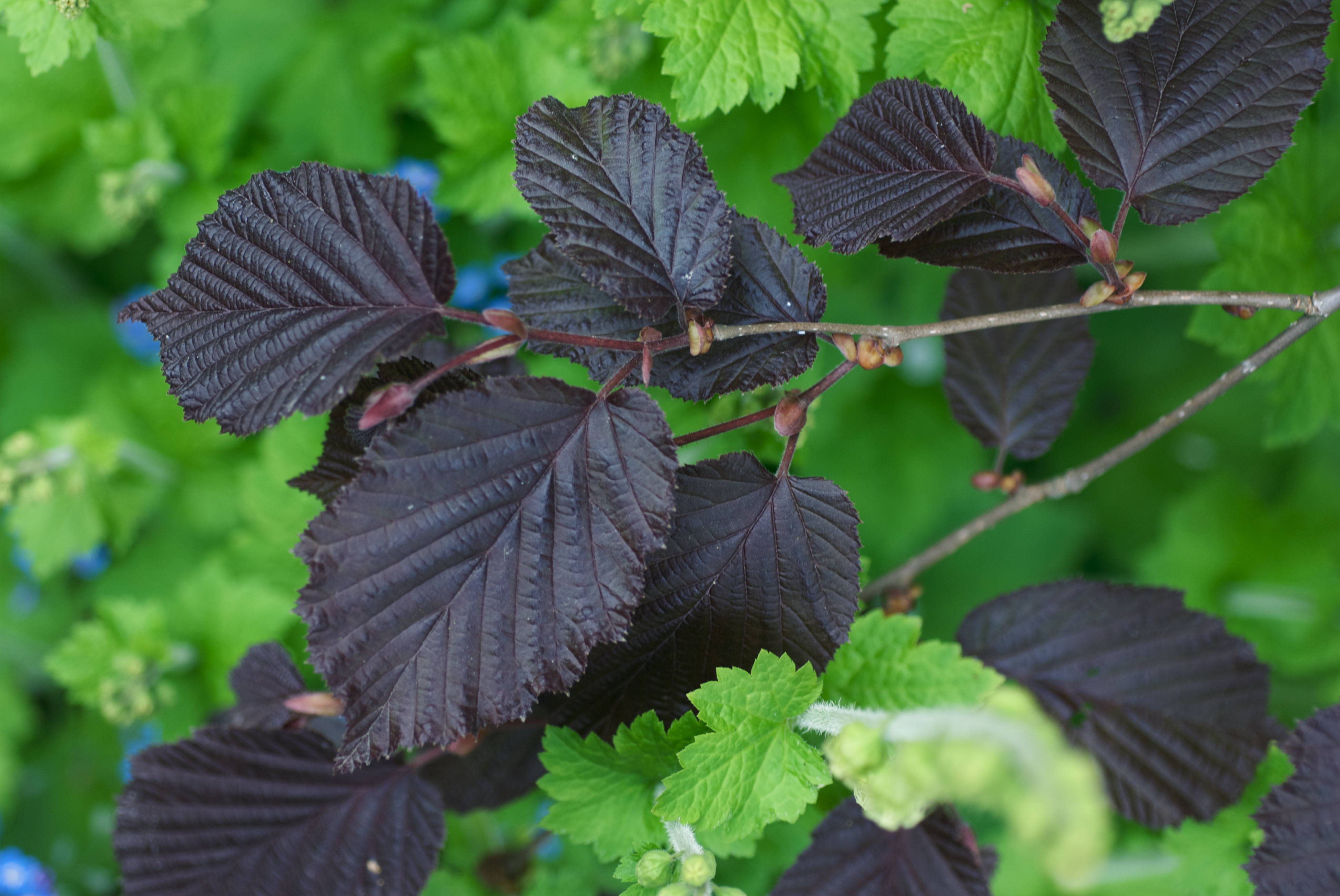
Corylus maxima var. 'Purpurea'

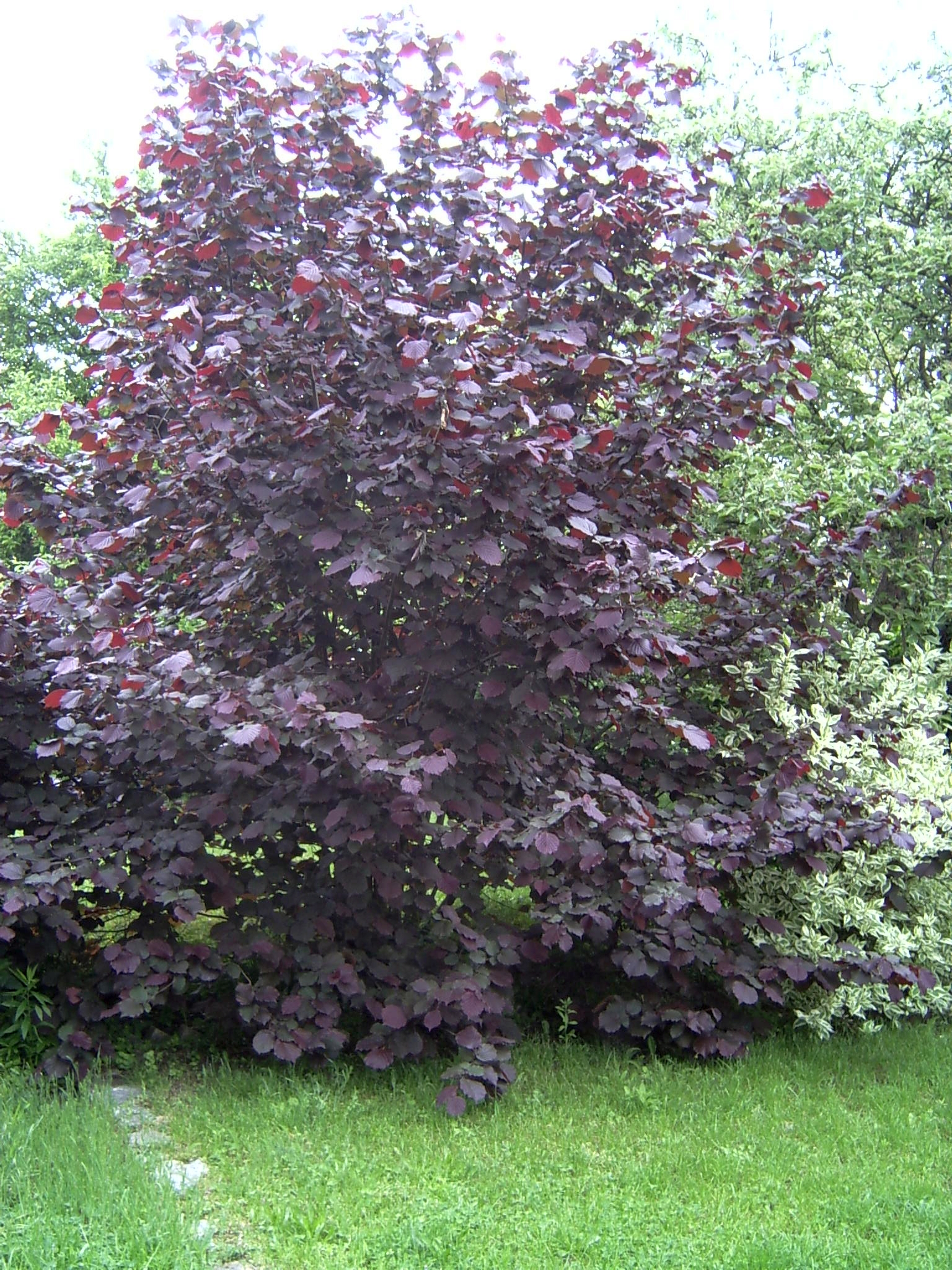
Vista de la planta

## Descripción
Es un arbusto de hoja caduca de 6–10 m de alto. Las hojas son redondeadas, de 5–12 cm de largo por 4–10 cm de ancho, con un borde doblemente serrado. El fruto es una avellana producida en racimos de 1–5 juntas; cada avellana tiene 1,5–2,5 cm de largo, totalmente encerradas en un involucro tubular.
El avellano de Lambert es muy parecido al avellano común (C. avellana), y se diferencia en que tiene las avellanas más encerradas en el involucro tubular. Este rasgo lo comparte con el Corylus cornuta de Norteamérica, y con el Corylus sieboldiana) de Asia oriental.

## Usos
La avellana es comestible, y se parece mucho a la avellana común. Hay una variedad que se cultiva más como árbol ornamental para jardines, que es la variedad de hojas púrpuras Corylus maxima 'Purpurea'.

## Taxonomía
Corylus maxima fue descrito por Philip Miller  y publicado en The Gardeners Dictionary:... eighth edition no. 2. 1768.
Sinonimia
- Corylus arborescens G.Gaertn., B.Mey. & Scherb.
- Corylus avellana var. purpurea Loudon
- Corylus avellana var. rubra (Borkh.) Lam.
- Corylus intermedia Fingerh.
- Corylus maxima f. atropurpurea Dochnahl
- Corylus purpurea A.DC.
- Corylus rubra Borkh.
- Corylus sativa Poit. & Turpin
- Corylus tubulosa Willd.
- Corylus tubulosa var. atropurpurea A.DC.[4][5]